# Северин Іван Митрофанович
Іва́н Митрофа́нович Севери́н (23 вересня 1881, с. Остапівка, нині Миргородський район, Полтавська область — 20 лютого 1964, Київ) — український художник, учень Опанаса Сластіона. Член Асоціації революційного мистецтва України, Спілки художників України (1956).

## Життєпис
Іван Северин народився 23 вересня 1881 року в селі Остапівки Миргородського повіту Полтавської губернії (нині Комишнянська громада, Миргородський район, Полтавська область, Україна).
До 1905 року навчався в Миргородській художньо-промисловій школі (педагог з фаху Опанаса Сластіона) та Харківській школі рисування і живопису. 1907 року закінчив Краківську академію мистецтв (педагоги з фаху Ян Станіславський, Станіслав Виспянський). До 1913 року завдяки стипендії митрополита Андрея Шептицького, митець покращував майстерність у мистецьких студіях Мюнхена, Рима та Парижа, а також навчався в Паризькій академії мистецтв.
У 1913 році під час географічно-геологічної експедиції змальовував Тянь-Шань і Тибет.
Протягом 1925–1927 років викладав у художньому технікумі, у 1927–1933 — Харківському художньому інституті. У середині 1930-х років був заарештований і засланий до ГУЛАГу, а після смерті Сталіна реабілітований. Помер 20 лютого 1964 року в Києві.

## Творчість
В українському мистецтві належав до майстрів-імпресіоністів початку 20 століття (серед них Іван Труш, Олекса Новаківський, Микола Бурачек). Від 1927 року представляв твори на мистецьких виставках. Персональні вернісажі відбулися 1909 року у Львові (за сприяння митрополита Андрея Шептицького), а також 1911 року в Києві.
Окремі роботи зберігаються у фондах Національного музею у Львові імені Андрея Шептицького, Музею мистецтв Прикарпаття, Івано-Франківського краєзнавчого музею. Значна частина робіт митця втрачена в роки Другої світової війни.
Серед важливих робіт:
- живопис — «Закопане» (1907), «Вечори в Альпах» (1908–1909), «Околиці Риму» (1910), «Сутінки», «На Україні», «Степ український», «Зимовий вечір у Карпатах», «Кубанський козак»;
- цикли «Гуцульщина» (1905–1911), «Дніпровська ГЕС» (1930–1932);
- портрети Тараса Шевченка, Івана Франка, Лесі Українки та інших.